# Вири-Нурёй
Вири-Нурёй (фр. Viry-Noureuil) — коммуна во Франции, находится в регионе Пикардия. Департамент коммуны — Эна. Входит в состав кантона Шони. Округ коммуны — Лан.
Код INSEE коммуны — 02820.

## Население
Население коммуны на 2010 год составляло 1829 человек.
| 1962 | 1968 | 1975 | 1982 | 1990 | 1999 | 2010 |
| ---- | ---- | ---- | ---- | ---- | ---- | ---- |
| 1341 | 1379 | 1441 | 1674 | 1839 | 1838 | 1829 |

## Экономика
В 2010 году среди 1229 человек трудоспособного возраста (15—64 лет) 857 были экономически активными, 372 — неактивными (показатель активности — 69,7 %, в 1999 году было 67,8 %). Из 857 активных жителей работали 778 человек (425 мужчин и 353 женщины), безработных было 79 (47 мужчин и 32 женщины). Среди 372 неактивных 120 человек были учениками или студентами, 126 — пенсионерами, 126 были неактивными по другим причинам.